# Diaglyptidea indica
Diaglyptidea indica är en stekelart som beskrevs av B.V. Patil och Nikam 1995. Diaglyptidea indica ingår i släktet Diaglyptidea och familjen brokparasitsteklar. Inga underarter finns listade i Catalogue of Life.